# Schloss Zámrsk
Das Schloss Zámrsk (deutsch: Zamrsk; Samrsk) in der gleichnamigen Ortschaft Zámrsk im Okres Ústí nad Orlicí gehört zum Pardubický kraj in Tschechien.

## Geschichte

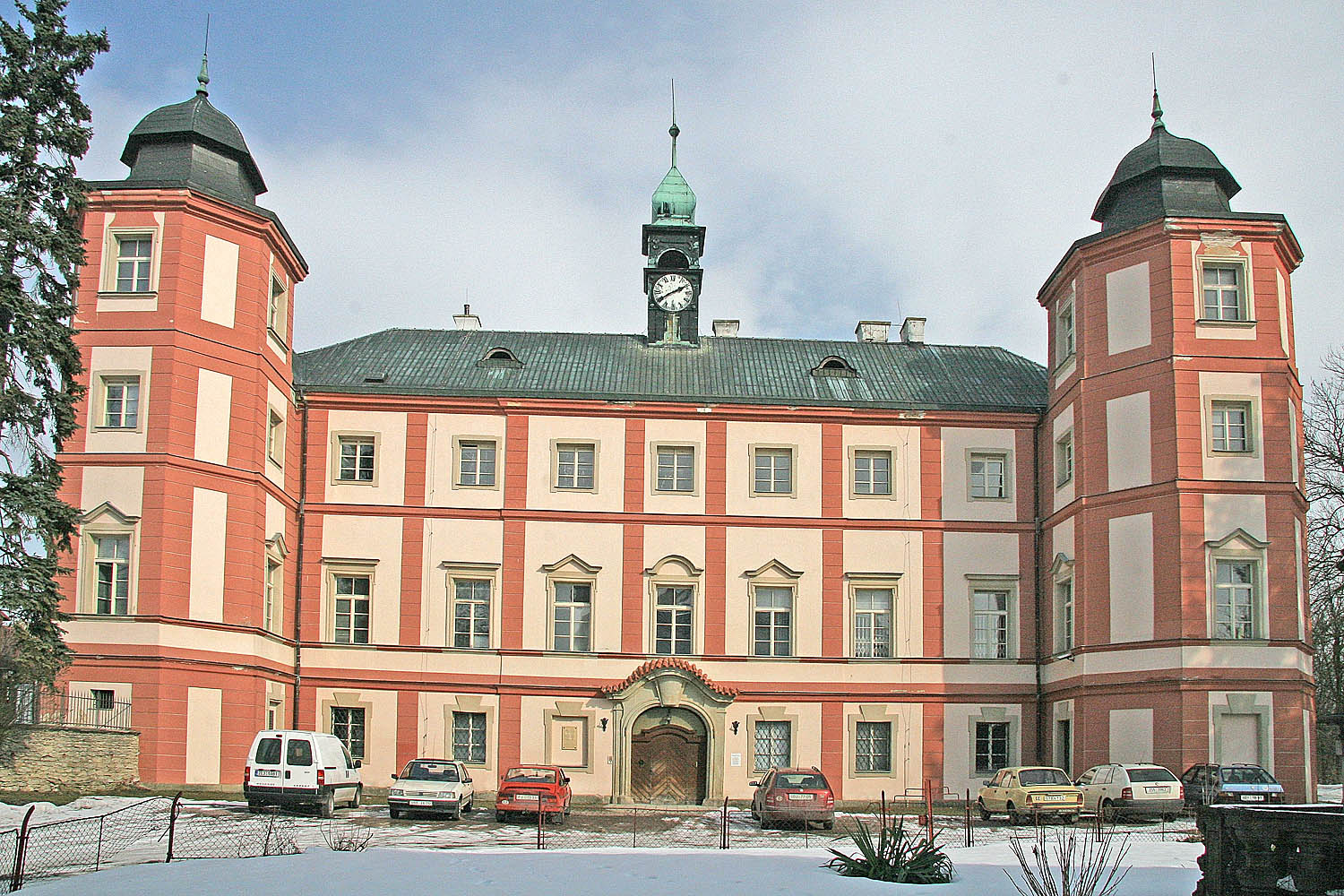
Schloss Zámrsk

Historische Aufnahme

An der Stelle einer Burg, die 1469 im Besitz des Vaňek von Zámrsk war und die von einem Heer des Matthias Corvinus zerstört worden war, errichteten die Lukavský von Lukavitz im 16. Jahrhundert ein Renaissance-Schloss. 1613 waren Schloss und Herrschaft im Besitz des Karl Kapoun von Swojkow (Karel Kapoun ze Svojkova). Wegen dessen Beteiligung am böhmischen Ständeaufstand wurde sein Vermögen nach der Schlacht am Weißen Berg vom Kaiser konfisziert.
Nach mehreren Besitzerwechseln erwarben 1648 die Libštejnský von Kolovrat die Herrschaft Zámrsk. Sie ließen das Schloss im Laufe von 120 Jahren zu einer vierflügligen Anlage im Stil des Barock umbauen und erweitern. Von 1780 bis 1849 gehörten Schloss und Herrschaft Zámrsk der Familie Zásadský von Gamsendorf. 1945 ging das Schloss in staatlichen Besitz über.
Seit 1961 beherbergt es das Staatliche Archiv Zámrsk, das als Gebietsarchiv für die Regionen Pardubice und Hradec Králové dient. Es ist nur für angemeldete Forscher zugänglich.